# Санудо, Фьоренца I
Фьоренца Санудо (Fiorenza Sanudo) (ум. 1371) — герцогиня Наксоса с 1362.
Нумеруется как Фьоренца I Санудо, чтобы отличить её от Фьоренцы II Санудо — жены Франческо Криспо, герцога Наксоса в 1383—1397 гг.
Родилась ок. 1340 г. Дочь и наследница герцога Джованни Санудо (ум. 1362) и его жены Марии, происхождение которой не выяснено.
В 1349 г. вышла замуж за триарха Эвбеи Джованни далле Карчери, который умер в 1358 г.
В 1361 или 1362 г. наследовала отцу в герцогстве Наксос. Вопрос её второго замужества стал темой переговоров с Венецией. Первые два кандидата, генуэзец Пьетро Реканелли и флорентиец Нерио Аччаюоли, были отвергнуты республикой.
Венеция выслала галеру, на которой Фьоренцу Санудо насильно увезли на Крит. Там её под страхом пожизненной ссылки уговорили согласиться на брак с Никколо Санудо Спеццабанда. Свадьба состоялась в 1364 году, и новый муж стал соправителем Фьоренцы в Наксосе — герцогом под именем Никколо II.
Герцогиня умерла в 1371 году. Ей наследовал сын от первого брака — Никколо III далле Карчери, находившийся под опекой отчима.
От Никколо Санудо Спеццабанда Фьоренца Санудо родила двух дочерей:
- Мария Санудо, сеньора Андроса, жена Гаспаро Соммарипа.
- Элисабета.